# Santa Elisabetta (1782)
La Santa Elisabetta era una fregata da 40 cannoni della Marina dell'Ordine dei Cavalieri di Malta, costruita negli anni ottanta del XVIII Secolo. Catturata dai francesi nel 1798 fu ribattezzata Carthagénoise, passando successivamente in mano agli inglesi nel 1800, dopo il termine dell'assedio di Malta, fu demolita poco dopo in quanto giudicata non utilizzabile.

## Storia
Nel 1700 venne eletto Gran maestro dell'Ordine di Malta Ramon Perellos y Roccaful che, tra i suoi primi atti, decise di potenziare la marina dell'Ordine tramite la costituzione di un'apposita squadra di vascelli di linea. Tali navi si erano oramai diffuse in tutte le marine europee, e erano state adottate alche da quella dell'Impero ottomano. Il 17 gennaio 1701 Perellos ottenne l'approvazione del Consiglio dell'Ordine, cui seguì il 15 aprile quella di papa Clemente XII tramite l'apposita bolla Ad futurum rei memoriam alias pro parte. Nacque così la squadra vascelli di linea dell'Ordine dei Cavalieri di Malta.
Nel 1779 tale squadra era ridotta a tre unità, e quindi fu varato un piano di potenziamento che permise l'acquisizione di due fregate, si trattava della Santa Elisabetta da 40 cannoni, e della Santa Maria da 36 cannoni. La fregata Santa Elisabetta venne impostata presso il cantiere navale di La Valletta nel 1781, e varata l'anno successivo. Entrata in servizio nella marina maltese nel 1783, insieme alla Santa Maria venne utilizzata per operazioni contro i corsari barbareschi fino al 1798. In quello stesso anno Napoleone Bonaparte diretto a conquistare l'Egitto al comando di un forte corpo di spedizione trasportato da una altrettanto imponente squadra navale al comando del viceammiraglio François-Paul Brueys D'Aigalliers si impadronì di Malta, assoggettandola alla dominazione francese, e dichiarando decaduta la sovranità dei cavalieri gerosolimitani. Le forze francesi si impadronirono di due navi di linea da 64 cannoni, i vascelli San Giovanni e San Zacharia, e di tre fregate, la Santa Elisabetta (40 cannoni), Santa Maria del Pilar (40 cannoni), e Santa Maria (36 cannoni).
Il nome Santa Elisabetta fu trasformato in Carthagénoise, mentre la Santa Maria del Pilar fu designata Le Bérouse. Al termine dei lavori di raddobbo la Carthagénoise entrò in servizio nella marina francese sotto il comando del capitano Jean-Marie Letellier.
La fregata stava per salpare per raggiungere l'Egitto, quando rimase bloccata nel porto di La Valletta dagli inglesi durante le fasi dell'assedio di Malta. Usata per ricavare legna da ardere per le truppe assediate, quando l'isola si arrese, il 4 settembre 1800, la fregata venne catturata dagli inglesi che la considerarono troppo danneggiata per essere immessa in servizio. Fu quindi venduta per demolizione.

### Fonti
1. ↑  Three Decks.
2. 1 2 3  Frasca 2016, p. 71.
3. ↑  Three Decks.
4. 1 2 3 4  Winfield, Roberts 2015, p. 457.
5. ↑  Frasca 2016, p. 74.